# Hermann Ottomar Herzog

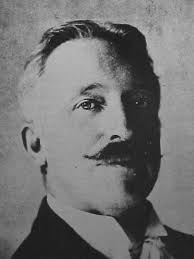
Hermann Ottomar Herzog, um 1890

Hermann Ottomar Herzog (* 15. November 1832 in Bremen; † 6. Februar 1932 in Philadelphia) war ein deutsch-amerikanischer Landschaftsmaler der Düsseldorfer Schule.

## Leben

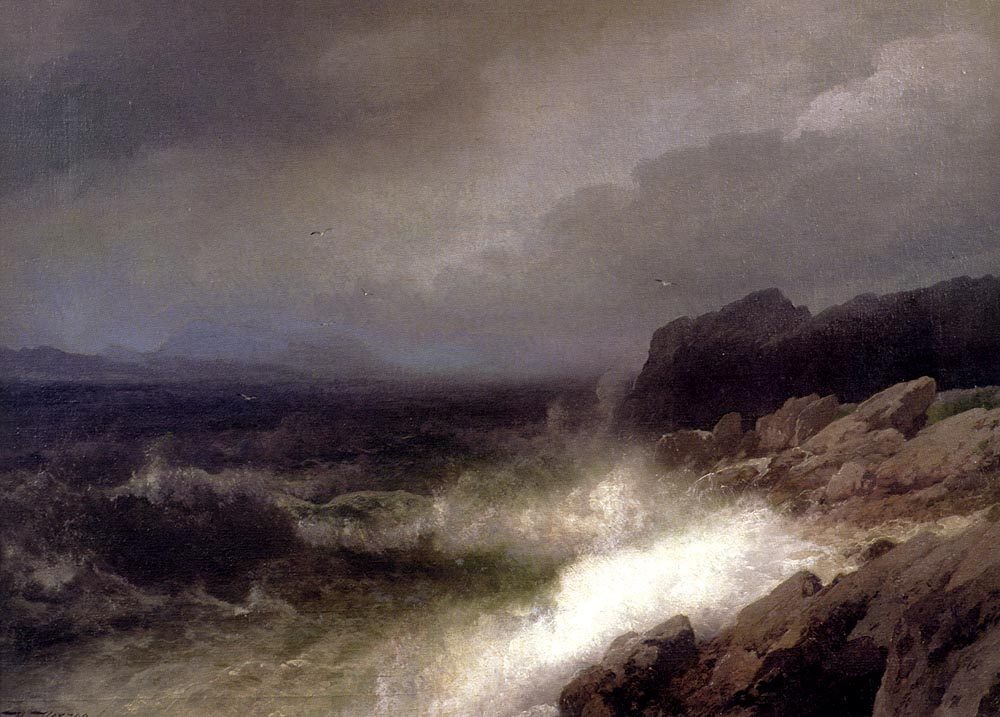
Maine Coast Near Bar Harbor, um 1900

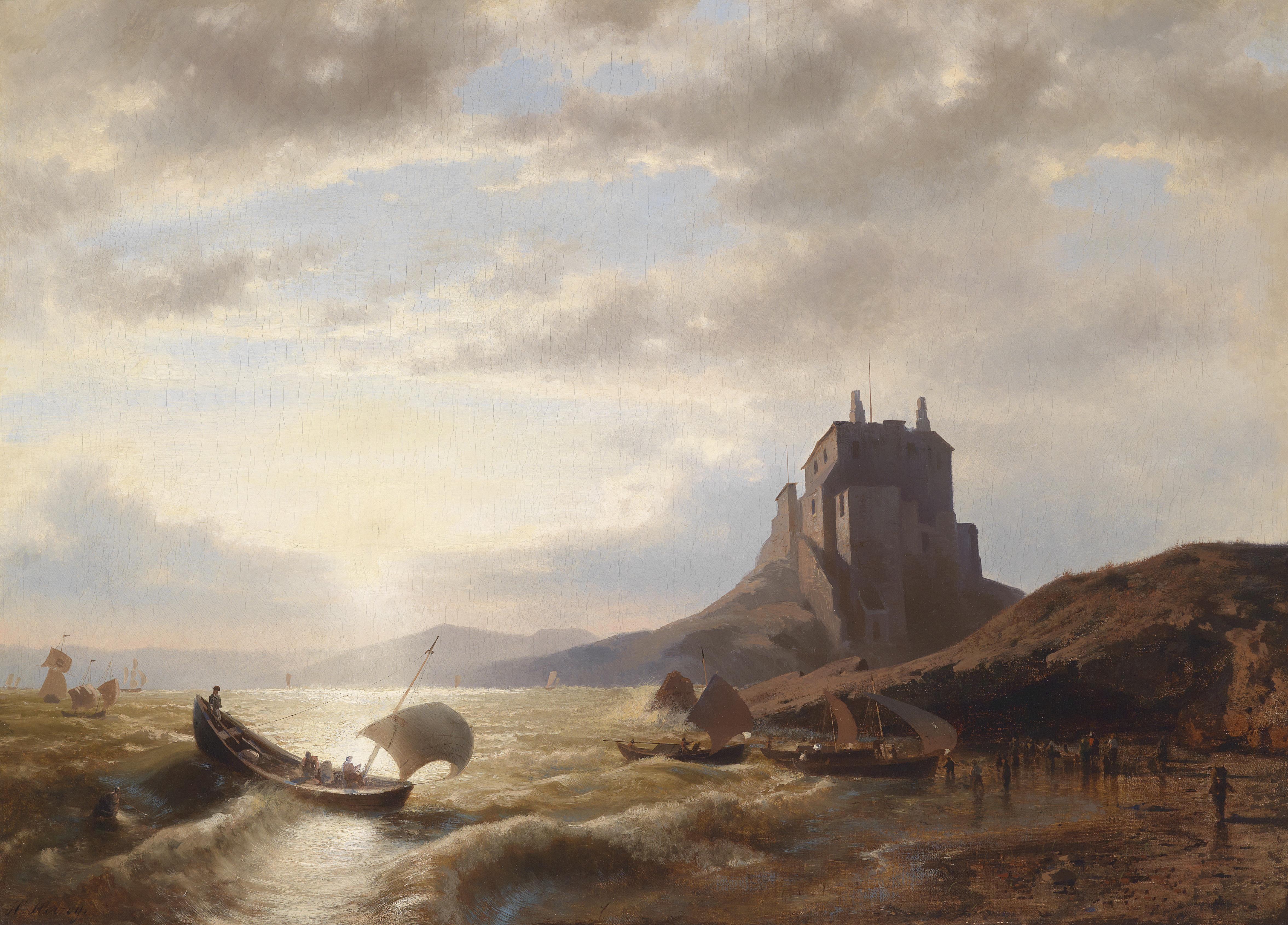
Küstenlandschaft mit Fischern, undatiert

Hermann Ottomar Herzog besuchte ab 1849 die Akademie in Düsseldorf, wo er sich von 1851 bis 1854 unter Johann Wilhelm Schirmer und Rudolf Wiegmann ausbildete. Außerdem nahm er Privatunterricht bei Andreas Achenbach und Hans Fredrik Gude. Von 1854 bis 1871 gehörte er dem Künstlerverein Malkasten an. Nach dem Studium unternahm Herzog Studienreisen nach Norwegen, in die Schweiz, nach Italien und in die Pyrenäen. Aus allen diesen Ländern und Gegenden, am meisten aus Norwegen, brachte er zahlreiche Gebirgslandschaften von meisterhafter Zeichnung und ansprechendem Kolorit mit, wenn auch nicht gerade von poetischer Auffassung. Zu den besten gehören: Das Schwingfest in Unspunnen in der Schweiz (1862), auch Norwegischer Fjord, Das Wetterhorn, Alpenglühen, Das Lauterbrunnenthal, Norwegischer Wasserfall. 
Um 1865 emigrierte er in die USA und ließ sich in Philadelphia nieder, wo er 1871 die  amerikanische Staatsbürgerschaft erhielt. Anschließend unternahm er ausgedehnte Reisen durch die USA und entlehnte manche Motive dem Yosemitetal in Kalifornien. Sein amerikanisches Werk wird auch der Hudson River School zugerechnet.
Herzog, der fast hundert Jahre alt wurde, hinterließ über 1000 Gemälde. Sein Sohn Lewis Edward Herzog, geboren 1868 in Philadelphia, wurde ebenfalls Maler.